# Ivan Mourin Rodríguez
Ivan Mourin Rodríguez (Barcelona, 1980) és un escriptor, guionista i criminòleg català que escriu en llengua castellana.
Es va diplomar en criminologia i va exercir com a tècnic especialista en anatomia patològica. Ha col·laborat en diversos mitjans de comunicació, com el Diari de Tarragona, Els Matins de TV3 o en la sisena temporada de Cuarto Milenio.

## Obres

### Novel·les i assajos
- Niños perdidos. Barcelona, Sociedad de Nuevos Autores, 2005. ISBN 9788496104419
- Sociedad Tepes. Barcelona, Atlantis, 2009. ISBN 9788492594238
- Resurrección (Crónicas del Caído). Barcelona, Ilarión, 2011. ISBN 9788493857295
- Anatomía de las casas encantadas. Barcelona, Luciérnaga, 2016. ISBN 9788415864899
- Descendiendo hasta el infierno. Barcelona, Luciérnaga, 2016. ISBN 9788416694396
- Snuff. Berenice, 2020.
- Espiritismo digital. Luciérnaga, 2021.

### Curtmetratges
- Intrusos
- Memento Mori

### Premis
El seu assaig Anatomía de una casa encantada va guanyar el premi Enigmas, un guardó dedicat al gènere del misteri convocat per l'editoral Prisma Publicaciones 2002, amb la col·laboració d'Edicions Luciérnaga, del Grup Planeta. L'any 2014 amb el curtmetratge Intrusos va guanyar el premi del públic en el Festival Internacional de Cinema Fantàstic de Sitges, i un dels premis del Festival Internacional de Curtmetratges amb Smartphone, tots dos l'any 2014.